# Basavanahlli, Arkalgud
Basavanahlli là một làng thuộc tehsil Arkalgud, huyện Hassan, bang Karnataka, Ấn Độ.